# Calopteryx ancilla
Calopteryx ancilla är en trollsländeart som beskrevs av Hagen in Selys 1853. Calopteryx ancilla ingår i släktet Calopteryx och familjen jungfrusländor. Inga underarter finns listade i Catalogue of Life.